# Мистелтейнн
Мистелтейнн, Мистлтейнн (Mistilteinn («Mistletoe»), также Misteltein или Mystletainn) — меч Хромунда Грипссона, главного героя исландской саги, носящей его имя (Hrómundar Saga Gripssonar). Эта сага не описывает исторические события, она является художественным вымыслом. Действия в ней происходят до заселения Исландии, согласно сюжету Хромунд Грипссон — вассал датского короля Олафа.
Мистелтейнн изначально принадлежал королю Траину, берсерку и чародею. С помощью него Траин убил более четырёх сотен человек (четыре сотни и двадцать, как говорит он Хромунду), среди них короля Швеции Семинга (Semingr). Состарившийся король Траин спускается в могильный холм, взяв с собой богатства и меч, и становится живым мертвецом, драугром.
Хромунд Грипссон, узнав о сокровищах Траина, отыскивает холм и в одиночку сражается с мертвецом. Победив его, он забирает себе меч.
В последовавшей битве со шведами, Мистелтейнн получает зазубрину, когда Хромунд разрубает голову воина-чародея Хельги Отважного, но затем Хромунд теряет меч, роняя его в море, так как другой чародей, Вали, поднимает ветер, который вырывает Мистелтейнн из рук героя. Впрочем, это не спасает Вали, Хромунд убивает его голыми руками.
Меч возвращается к герою в брюхе пойманной Хромундом рыбы.
Далее о мече в саге нет ни слова; своего последнего противника Хромунд убивает палицей.